# 戥子
戥子，又稱等子、戥秤、分厘戥秤、司马秤或唐秤，是一種很小的杆秤，其秤臂不相稱，用途為測量金銀、珠寶、藥品、香料等微量物品之重量。據稱，戥子為宋景德年間皇家官員劉承珪所發明；至明清時期，戥子已普及於民間。

## 範例
- 《儒林外史》第八回：蘧公子道「是戥子聲，算盤聲，板子聲。」[9]
- 《阿摩司書》第八章：「你們說：月朔幾時過去，我們好賣糧；安息日幾時過去，我們好擺開麥子；賣出用小升斗，收銀用大戥子，用詭詐的天平欺哄人」[10]
- 《紅樓夢》第五一回：“ 麝月便拿了一塊銀子，提起戥子來問寳玉 ：‘那是一兩的星兒？’” [11]
- 《三日雜記》：“村長把線團都收了去，一個個的在小戥子上稱，幾個人細細的評判。”

## 連結
- 戥子 - 四好少年齊奮鬥 （页面存档备份，存于）